# Westview Circle
Westview Circle è un census-designated place degli Stati Uniti d'America, situato nella Contea di Platte nello stato del Wyoming. Nel censimento del 2000 la popolazione era di 67 abitanti.

## Geografia fisica
Secondo i rilevamenti dell'United States Census Bureau, la località di Westview Circle si estende su una superficie di 6,0 km², dei quali 5,9 km² sono occupati da terre, mentre 0,1 km² sono occupati da acque.

## Popolazione
Secondo il censimento del 2000, a Westview Circle vivevano 67 persone, ed erano presenti 22 gruppi familiari. La densità di popolazione era di 11,4 ab./km². Nel territorio comunale si trovavano 25 unità edificate. Per quanto riguarda la composizione etnica degli abitanti, il 100% era bianco.
Per quanto riguarda la suddivisione della popolazione in fasce d'età, il 31,3% era al di sotto dei 18, lo 0% fra i 18 e i 24, il 26,9% fra i 25 e i 44, il 29,9% fra i 45 e i 64, mentre infine l'11,9% era al di sopra dei 65 anni di età. L'età media della popolazione era di 40 anni. Per ogni 100 donne residenti vivevano 91,4 uomini.